# کمک! (ترانه)
«کمک!» (به انگلیسی: Help!) تک‌آهنگی از بیتلز است که در سال ۱۹۶۵ میلادی منتشر شد. این تک‌آهنگ در آلبوم کمک! قرار داشت.
این تک‌آهنگ در چارت‌های نروژ، در رتبه اول و در چارت‌های اتریش، آلمان جزو ده ترانه اول قرار گرفت.